# سایه تنهایی (مجموعه تلویزیونی)
سایه تنهایی نام یک مجموعه تلویزیونی ایرانی به کارگردانی بیژن شکرریز و تهیه‌کنندگی محسن شایانفر محصول سال ۱۳۸۶ است که از شبکه یک سیما و در ۲۶ قسمت به نمایش درآمد.

## خلاصه داستان
این مجموعه در مورد تلاشهای پرسنل یک بیمارستان در جهت کمک به مداوای بیماران است. محور اصلی داستان زندگی دکتر اردلان است که به خاطر اختلافات خانوادگی با همسرش تصمیم می‌گیرد از او جدا شود. اما در نهایت با همسرش به تفاهم می‌رسد

## بازیگران
- بیژن امکانیان
- نسرین مقانلو
- پرویز پورحسینی
- علی دهکردی
- فریبا متخصص
- اصغر محبی
- پریسا گلدوست
- امیرمحمد زند
- پرستو گلستانی
- نگین صدق‌گویا
- کتانه افشارنژاد
- لیلی تقوی
- هرمز سیرتی
- زویا امامی
- نادیا گلچین
- سیما مطلبی
- شیوا خسرومهر
- ارسیا صنعتی

با معرفی:
- هنگامه حمیدزاده